# Bohuslavice u Zlína
Bohuslavice u Zlína, 1960–1990 Bohuslavice u Gottwaldova, zuvor Bohuslavice (deutsch Bohuslawitz, früher Buslawitz) ist eine Gemeinde in Tschechien. Sie liegt acht Kilometer südlich von Zlín und gehört zum Okres Zlín.

## Geographie
Bohuslavice u Zlína erstreckt sich im Westen des Wisowitzer Berglandes unterhalb der Einmündung des Baches Oskorušný potok im Tal der Březnice. Nördlich erheben sich der Balaš (386 m), Šternberk (345 m) und die Tlustá horá (458 m), im Nordosten der Kříby (517 m), östlich der Oskorušné (450 m), im Südosten der Losky (377 m), südwestlich der Vrchy (334 m), im Westen der Lhotský kopec (365 m) sowie nordwestlich der Salaš (371 m).
Nachbarorte sind Zlín im Norden, Březnice und Horní Paseky im Nordosten, Humence und Březůvky im Osten, Strážné, Záhumenice und Doubravy im Südosten, Doubí, Velký Ořechov, Paseky und Zlámanec im Süden, Lapač, Šarovy und Komárov im Südwesten, Lhota und Leopoldov im Westen sowie Salaš im Nordwesten.

## Geschichte
Das Dorf entstand wahrscheinlich im Zuge der Kolonisation der Gegend um die Burg Malenovice durch Markgraf Johann Heinrich in der zweiten Hälfte des 14. Jahrhunderts. Es wird angenommen, dass am Platze des heutigen Gemeindeamtes die Feste Buchtů Hrádek gestanden ist. Die erste schriftliche Erwähnung von Bohuslawicz erfolgte 1362 im Zusammenhang mit der Entrichtung des Brückengeldes in der Königsstadt Hradiště. Bohuslawicz gehörte ursprünglich zu den markgräflichen Besitzungen und wurde 1372 an die Güter der Königsstadt Hradiště angeschlossen. Anhand von Funden von Mauerresten wird angenommen, dass die Ursprünge des Dorfes näher an Doubravy gelegen waren. Im Jahre 1405 gelangte Bohuslawiczie wieder an die Burgherrschaft Malenovice. 1490 wurde der Ort Bohuslawicze genannt. Zu den nachfolgenden Besitzern gehörten u. a. Christoph Karl Konitzky von Konitz, Karl Kolowrat auf Liebstein, Karl Maximilian Graf von Thurn, Franz Karl von Liechtenstein-Kastelkorn und Karl Vincenz von Salm und Neuburg. 1672 wurde das Dorf Bohuslawitz und 1751 Bouslawitz genannt. 1793 entstand in Bouslawitz eine Dorfschule. Der herrschaftliche Hof wurde im selben Jahre an acht Siedler aufgeteilt. Im Jahre 1804 kaufte Leopold von Sternberg die Güter Malenovice und Pohořelice für 660 000 Gulden von Antonia Czernin von Chudenitz. Bis zur Mitte des 19. Jahrhunderts blieb Bohuslavice immer nach Malenovice untertänig.
Nach der Aufhebung der Patrimonialherrschaften bildete Bohuslawice / Buslawitz ab 1850 eine Gemeinde in der Bezirkshauptmannschaft Holešov und dem Gerichtsbezirk Napajedla. Ab 1855 gehörte die Gemeinde zum Bezirk Napajedla und ab 1869 zum Bezirk Uherské Hradiště. Die Bewohner lebten vornehmlich von der Schaf-, Ziegen- und Rinderzucht und bewirtschaften kleine Landwirtschaften, die wegen des steinigen Boden wenig erträglich waren. Bei der Choleraepidemie von 1866 verstarben 60 Einwohner. Seit trug die Gemeinde den Namen Bohuslavice. 1935 wurde die Gemeinde dem neu geschaffenen politischen und Gerichtsbezirk Zlín zugeordnet. Der Großgrundbesitz der Grafen Sternberg wurde 1945 enteignet. Ab 1950 gehörte die Gemeinde zum Okres Gottwaldov-okolí. Im Jahre 1958 wurde Bohuslavice von einem schweren Hochwasser der Březnice heimgesucht. Infolgedessen wurden die höher gelegenen Ortslagen Jižní svahy und Kopaniny besiedelt. Ab 1960 kam das Dorf wieder zum Okres Gottwaldov und erhielt zur Unterscheidung von einem weiteren Bohuslavice den Zusatz u Gottwaldova. Nach der politischen Wende trägt der Ort seit 1990 den Namen Bohuslavice u Zlína. Zu Beginn des Jahres 2003 bestand die Gemeinde aus 239 Häusern und hatte 807 Einwohner.

## Ortsgliederung
Für die Gemeinde Bohuslavice u Zlína sind keine Ortsteile ausgewiesen.

## Sehenswürdigkeiten

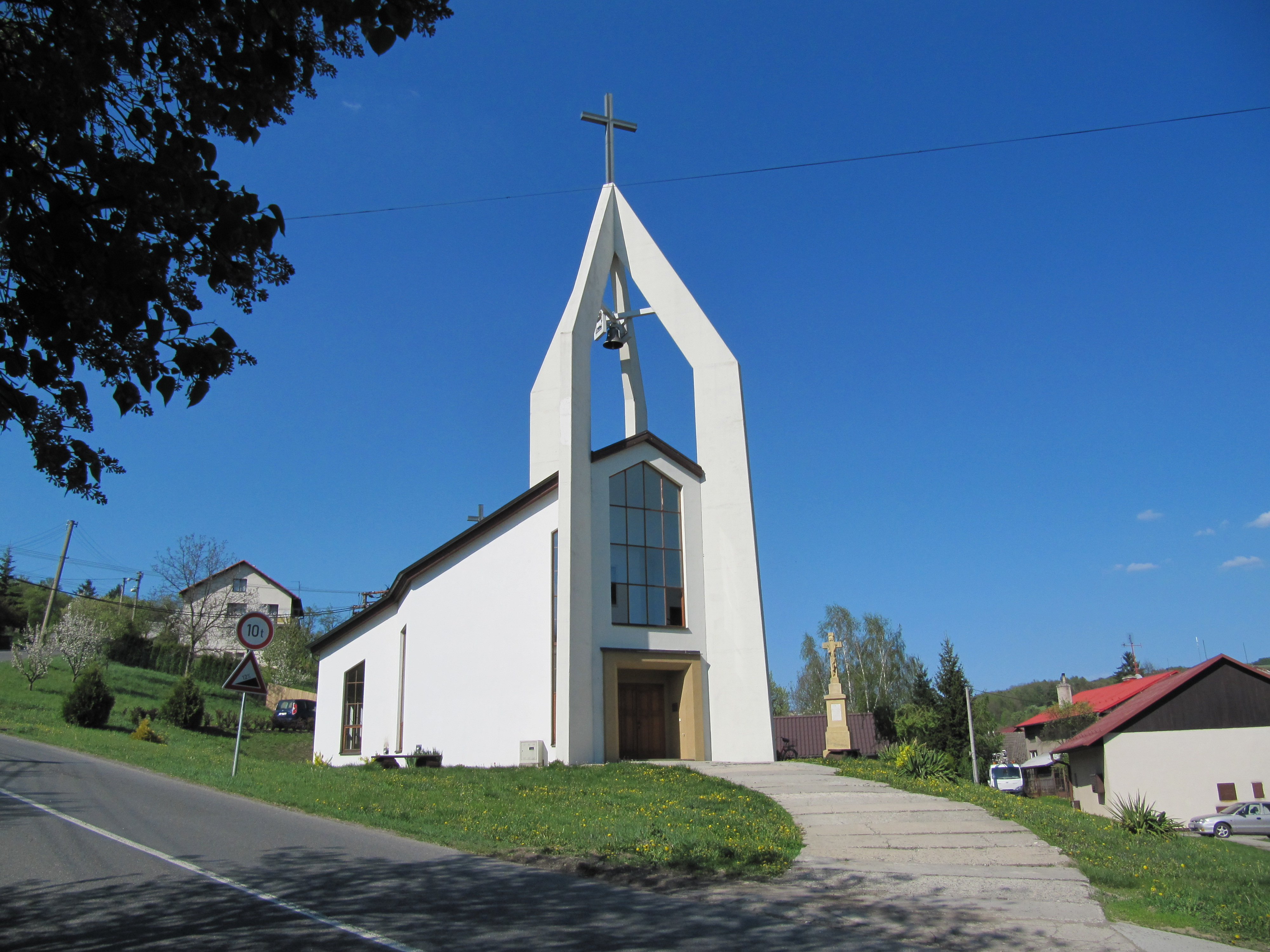
Kapelle der Heimsuchung

- Kapelle Mariä Heimsuchung, geweiht am 18. Oktober 2003 durch Weihbischof Josef Hrdlička
- Steinernes Kreuz mit dem Wappen der Grafen Salm-Neuburg
- Gedenkstein für die Opfer beider Weltkriege, im Ortszentrum